# Central Philippine University
Centrala Filippinska Universitet (Engelska Central Philippine University) är en protestantisk institution för högre utbildning i Iloilo City i provinsen Iloilo på Filippinerna. Det var den första skola på öarna som inte var knuten till Romersk-katolska kyrkan.
Centrala Filippinska Universitet grundades 1 oktober 1905, och är det första baptistiska och privata amerikanska universitetet i Filippinerna och i Asien. Det inrättades genom en fond av den amerikanska industrimannen och filantropen John D. Rockefeller.

## Bilder

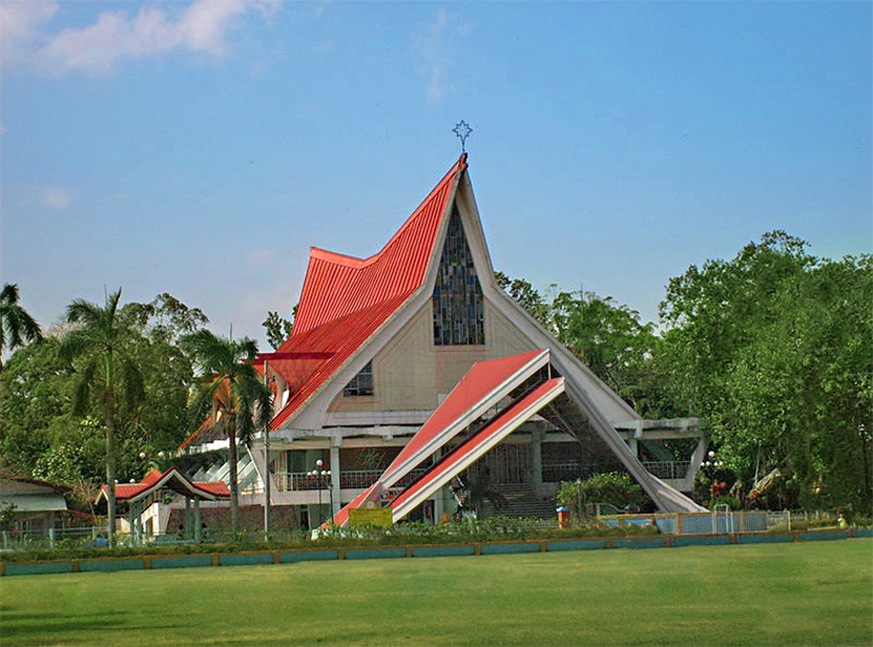
Central Philippine University, kyrka.
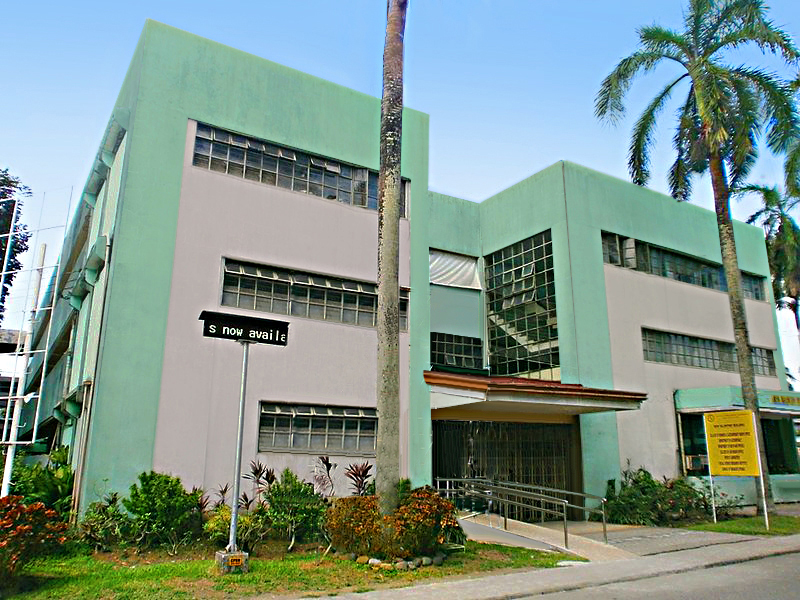
New Valentine Hall, College of Business and Accountancy.
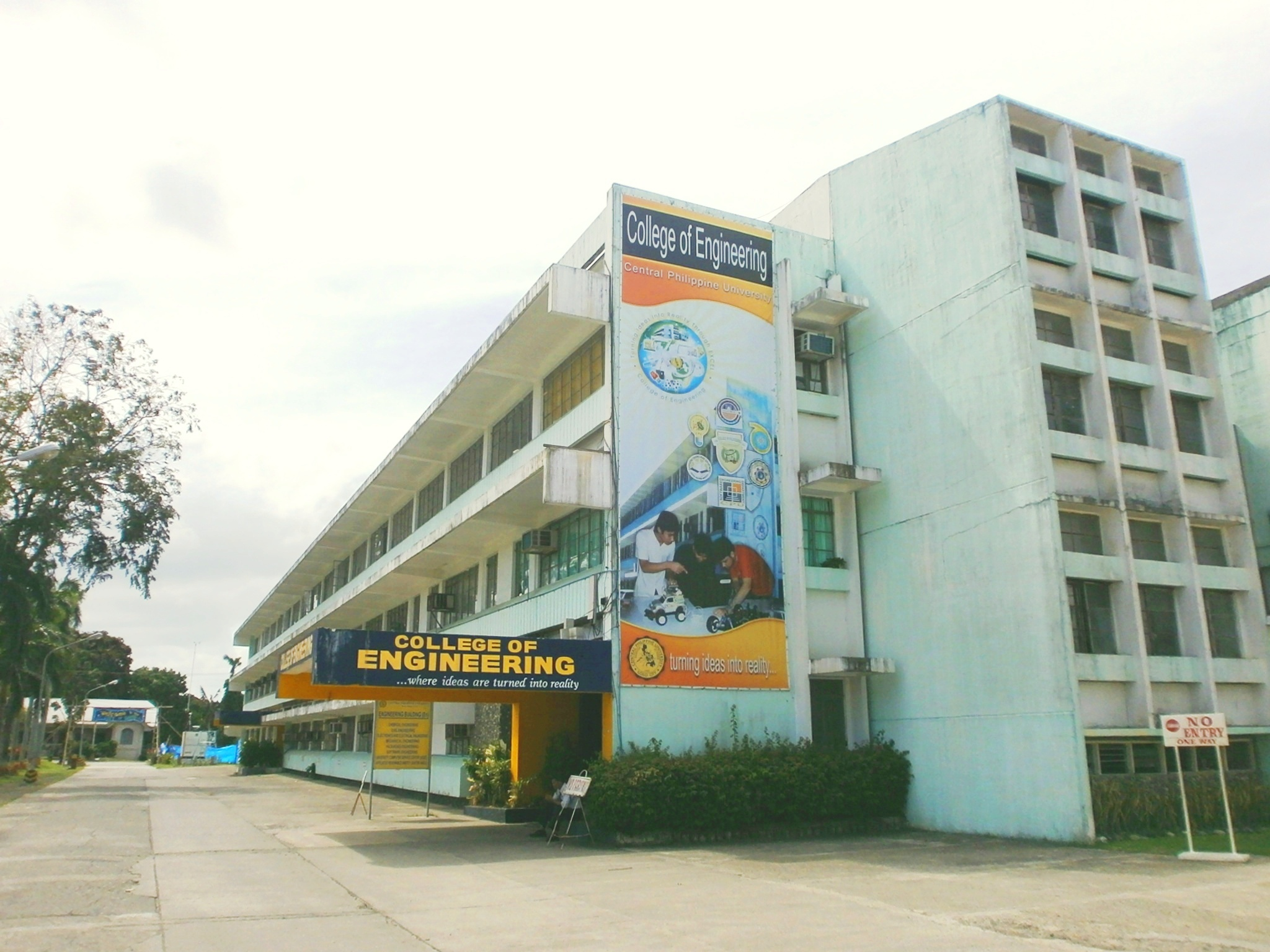
Engineering Building.
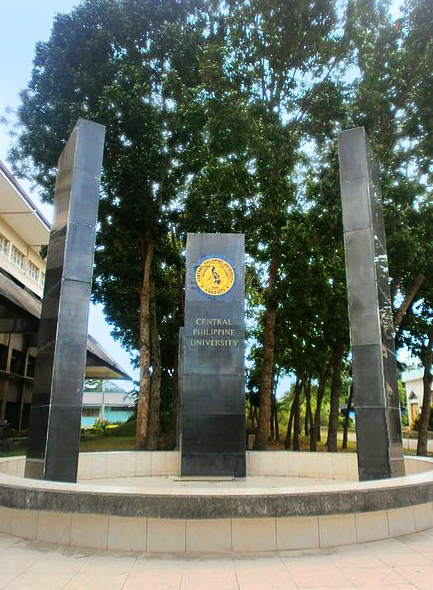
Wall of Remembrance.
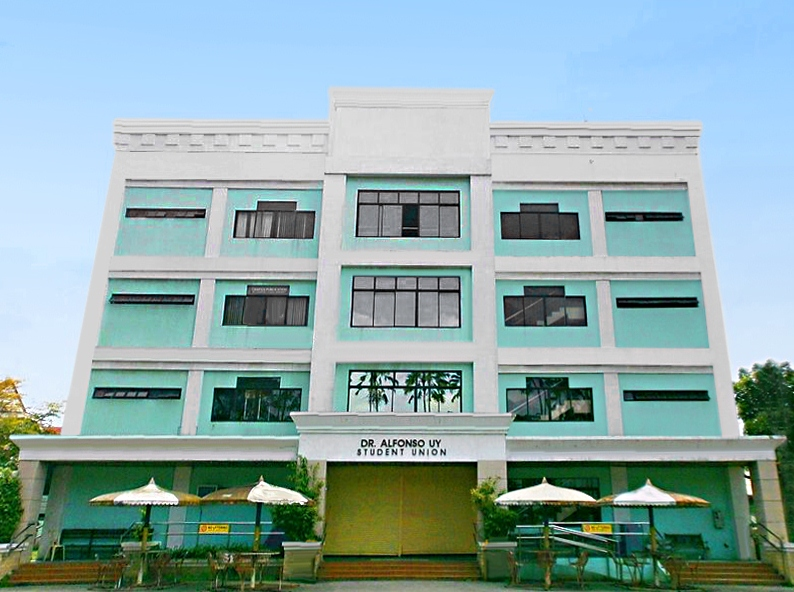
Student Union Building.